# Virtual Encounters
Pour plus de détails, voir Fiche technique et Distribution.
Virtual Encounters, ou Rendez-vous virtuel au Québec, est un film américain réalisé par Cybil Richards sorti en 1996.

## Synopsis
Amy (Elizabeth Kaitan) reçoit en cadeau d'une amie pour son anniversaire une séance érotique de réalité virtuelle. 
Après avoir été entièrement scannée et s'être connectée à la machine, elle se verra réaliser ses fantasmes les plus secrets avec les plus beaux hommes et les plus belles femmes.

## Fiche technique
- Titre : Virtual Encounters
- Titre québécois : Rendez-vous virtuel
- Réalisateur : Cybil Richards
- Producteur : Charles Band
- Scénario : Lucas Riley
- Société : Surrender Cinema
- Langue : anglais
- Format : Couleurs
- Durée : 84 minutes (1 h 24)
- Pays :  États-Unis
- Date de sortie : États-Unis : 2 avril 1996

## Distribution
Légende : Version Québécoise = VQ
- Elizabeth Kaitan (VQ : Johanne Léveillé) : Amy
- Taylor St. Clair (VQ : Violette Chauveau) : Maggie
- Rob Lee (VQ : François Godin) : Michael
- Micky Ray : Garde / Patron
- Lori Morrissey : Candle Girl
- Jim Caciola : Candle Boy / Cyber Boy
- Jacqueline Lovell : Kika
- Tricia Yen : Miko
- Brittany Andrews : Ginger / Dierdre
- Jill Kelly : Cave Girl
- Vince Voyeur : Cave Boy
- Ashley Bates : Erica
- Cathleen Raymond : Brandy
- Everett Rodd : Water Boy / Cyber Boy
- Sheron Drew : Go-Go Girl
- T.J. Hansen : Go-Go Girl
- Sarah Bellomo : Jungle Girl